# Маріанна (Флорида)
Маріанна (англ. Marianna) — місто (англ. city) в США, в окрузі Джексон штату Флорида. Населення — 6245 осіб (2020).

## Географія
Маріанна розташована за координатами 30°46′50″ пн. ш. 85°14′34″ зх. д. / 30.78056° пн. ш. 85.24278° зх. д. (30.780419, -85.242661).  За даними Бюро перепису населення США в 2010 році місто мало площу 34,10 км², з яких 33,97 км² — суходіл та 0,13 км² — водойми. В 2017 році площа становила 43,64 км², з яких 43,51 км² — суходіл та 0,13 км² — водойми.

## Демографія
Згідно з переписом 2010 року, у місті мешкали 6102 особи в 2470 домогосподарствах у складі 1384 родин. Густота населення становила 179 осіб/км².  Було 3038 помешкань (89/км²).
Расовий склад населення:
| - 53,3 % — білих - 42,0 % — чорних або афроамериканців - 0,9 % — азіатів - 0,4 % — корінних американців - 0,1 % — вихідців з тихоокеанських островів |

До двох чи більше рас належало 2,5 %. Частка іспаномовних становила 2,7 % від усіх жителів.
За віковим діапазоном населення розподілялося таким чином: 24,8 % — особи молодші 18 років, 57,5 % — особи у віці 18—64 років, 17,7 % — особи у віці 65 років та старші. Медіана віку мешканця становила 35,8 року. На 100 осіб жіночої статі у місті припадало 89,4 чоловіків;  на 100 жінок у віці від 18 років та старших — 82,3 чоловіків також старших 18 років.
Середній дохід на одне домашнє господарство  становив 35 444 долари США (медіана — 23 938), а середній дохід на одну сім'ю — 41 820 доларів (медіана — 27 675). За межею бідності перебувало 33,9 % осіб, у тому числі 59,7 % дітей у віці до 18 років та 12,5 % осіб у віці 65 років та старших.
Цивільне працевлаштоване населення становило 2579 осіб. Основні галузі зайнятості: освіта, охорона здоров'я та соціальна допомога — 36,8 %, роздрібна торгівля — 20,5 %, мистецтво, розваги та відпочинок — 9,4 %, публічна адміністрація — 8,5 %.

## Відомі особистості
- Едвард Волтер Вілтон III — доброволець українського війська, загинув 7 квітня 2023